# Tommy Green
Thomas William "Tommy" Green, född 30 mars 1894 i Fareham i Hampshire, död 29 mars 1975 i Eastleigh i Hampshire, var en brittisk friidrottare.
Green blev olympisk mästare på 50 kilometer gång vid olympiska sommarspelen 1932 i Los Angeles.